# E. J. Henderson
Eric „E. J.“ Henderson (* 3. August 1980 in Fort Campbell, Kentucky) ist ein ehemaliger US-amerikanischer American-Football-Spieler auf der Position des Linebackers. Er spielte College Football an der University of Maryland und wurde anschließend im NFL Draft 2003 von den Minnesota Vikings in der zweiten Runde ausgewählt. Für die Vikings spielte er insgesamt neun Saisons bis 2011 in der National Football League (NFL).

## Karriere

### College
Henderson spielte im College-Team der University of Maryland. Er wurde sowohl 2001 als auch 2002 ACC Defensive Player of the Year (Verteidiger des Jahres in der ACC), 2001 zusätzlich auch ACC Player of the Year (Spieler des Jahres). Er hält die College-Rekorde für die meisten Tackles pro Spiel (12,5), die meisten Tackles in einer Saison (135 in der Saison 2002) und die meisten allein erzielten Tackles pro Spiel (8,8).

### NFL
Die Minnesota Vikings verpflichteten E.J. Henderson in der zweiten Runde des NFL Drafts 2003. Er absolvierte bereits in seiner Rookie-Saison sämtliche Spiele und kam auf insgesamt 32 Tackles. 2006 erzielte Henderson seinen ersten Touchdown nach einer Interception. Im selben Jahr verlängerte er seinen Vertrag um weitere fünf Jahre. 2008 verpflichteten die Vikings auch seinen Bruder, Erin Henderson, vom Collegeteam aus Maryland.
Während einer Partie gegen die Arizona Cardinals Ende 2009 brach sich Eric Henderson das linke Bein nach einem missglückten Tackle und fiel die restliche Saison aus.